# Чешко краљевство (1458—1627)
Чешко краљевство од 1458. до 1627. године карактерише премоћ племства у политици, верским питањима и економији. Краљеви јагелонске династије су изгубили сваку реалну власт, док су покушаји Хабзбурга да ојачају власт на крају изазвали Тридесетогодишњи рат. Такође, док је у ранијим вековима Чешка доприносила културном и интелектуалном развоју католичке Европе, већи део овог периода карактерише изолација и бескрајне верске расправе. 

## Верске прилике
Хуситска револуција је унела озбиљне промене у верском устројству Чешке. Од победе хусита, у Чешкој егзистирају следеће верске заједнице:
- Каликастичка (Хуситска) црква — овој цркви припада већина становника Чешке, базира се на проповедима Јана Хуса, Библији и „Четири прашка члана“, који су имали улогу основног документа цркве. Организација цркве је уређена 1478. године када је установљена Конзисторија, у чији састав је улазило осам свештеника и четири световњака, којима су у обављању послова помагала шесторица племића. Каликстинци никад нису успели да испослују код папе признање „Четири прашка члана“ (иако их је општи сабор у Базелу прихватио), што је проузроковало изопштење Чешке као јеретичке земље, позиве на крсташке ратове ради уништења утраквиста, али и практичан проблем тешкоће именовања утраквистичких свештеника. Од појаве протенстатизма, у оквиру цркве су настале разне фракције са различитим виђењима будућности утраквиста (једна струја се приближавала лутеранима, друга калвинистима, док су конзервативци тражили уједињење са Римом). Упркос свим проблемима, утраквисти су до краја овог периода задржали положај најбројније верске групе у краљевству.
- Католичка црква — успех хуситског покрета је оставио католичку цркву неорганизовану (локалне организације цркве су углавном преузели утраквисти), без већег дела верника и без већине поседа (које је приграбило племство). Мада је католичка црква потпуно изгубила политички утицај (није више имала место у чешком сабору, а у сабору Моравске је морала да образује заједнички сталеж са градовима) гарантована јој је верска слобода 1485. године (поново потврђена 1512. године). Поновна обнова католицизма у Чешкој је покренута захваљујући реформама цркве у Тренту, заштити Хабзбурга (краљеви Чешке од 1526. године) и деловању језуита. Фердинанд I Хабзбуршки (краљ Чешке од 1556—1564) је издејствовао обнову прашке надбискупије (1561), довео је језуите 1556. године (основали Клементинум као центар за образовање католичких свештеника и интелектуалца) и покушавао без успеха да сједини утраквисте са Римом.
- Чешка (Моравска) браћа — оснивач ове цркве је Петар Хелчицки, који је проповедао да је само апостолска црква разумела и живела према Христовим проповедима, а да је свака даља промена представљала дело антихриста. Прави хришћанин мора да верно следи Божије наредбе из Библије онако како их доживљава његов сопствени ум и да тежи обнови једноставне и провобитне цркве. Хелчицки је инситирао да се прави хришанин мора одрећи сваке црквене заоставштине, привилегије краља, племства и цркве, да не треба да се подвргава законима и да се мора уздржати од насиља и рата. Браћа су се организовала у заједницу од 1457. године, чију су првобитну организацију чинила три презвитера које је именовао епископ цркве. До 15. века, заједница се устројила као потпуно независна црква, а дозвољено је и да заједници приступе и чланови који се нису одрекли својих световних звања. У 16. веку, црквом управља „Мало веће“ од 4 епископа и 10 свештеника, које је бирао синод целе цркве, у којем је учествовало и племство и световни заштитници цркве.

Одлукама сабора из 1485. и 1512. године, у Чешкој су само утраквистичка и католичка црква биле законом признате и имале гарантоване верске слободе, док су браћа трпела повремене прогоне. Краљеви су више пута покушали да измире утраквисте са папом, а Хабзбурзи су усвојили политику јачања католичке цркве, као и подршке конзервативном крилу утраквистичке цркве у отпору ширењу протестантизма и у тежњи за измирењем са Римом. У 16. веку је приметно јачање лутеранизма, калвинизма и браће, а тек је 1612. године, услед притиска сталежа Чешке, краљ одобрио „Писмо величанства“, којим је обећана слобода вероисповести, што се односило не само на католике и утраквисте, већ и на браћу и протестанте. Верски споразум установљен на основу тог документа је уништен после битке на Белој гори.

## Економија Чешког краљевства
Хуситска револуција је знатно осиромашила Чешку (услед дуготрајности и обима ратних сукоба, али и због нереда и борби у самој Чешкој), као што је чак и привремено одсекла краљевство од економије Европе. Нагло сиромашење је натерало племство да ограничи права сељака и повећа њихове обавезе (повећање новчаних обавеза, обнова кулука). Такође, откриће Америке и појава огромне количине злата и сребра је поред револуције цена имало за последицу и да је обрада већине рудника у средњој Европи (па и Чешкој) постала неисплатива (и тиме је умањен приход и градова и Краља). До краја 15. века, Чешка је поново почела да учествује у међународној трговини, појављују се прве мануфактуре (текстилна индустрија у Либерецу), а Праг достиже скоро 60 хиљада становника (спада међу 20 највећих градова тадашње Европе), мада благостање из периода Луксембурга није обновљено.

## Институције Чешког краљевства
Период владавине Јагелонаца у Чешкој карактерише смањење краљевске власти и потпуна превласт сталежа у управљању државом. Уставни положај краља, крупног племства, витезова (ситног племства) и градова су се одржали уз извесне мање промене све до битке на Белој гори.
- Краљ — положај краља је ослабио услед хаоса хуситских ратова, губитка већег дела краљевских поседа и услед већег броја слабих владара. Изузетак је Јиржи Подјебрадски (1458—1478), који је као вођа утраквиста успео да успостави ред у држави (делом и зато што је Јиржи уништио седиште радикалних хусита — Табор). Личним квалитетима, Јиржи је успео да поврати одређен део краљевског поседа, као и краљевских овлашћења, али су га у тој делатности омеле верске борбе у Чешкој, као и крсташки рат који је против њега прогласио Папа, а угарски краљ Матија Корвин спровео у дело. Једна од последица тог рата је (поред привременог одвајања Моравске, Шлезије и Лужице) и склапање савеза Чешке и Пољске по цену ступања Јагелонаца на чешки престо. Владислав II Јагелонац (1478—1516) је ступио на престо Чешке тек пошто је три пута морао да обећа да ће поштовати сва земаљска права, повластице и обичаје, што је у пракси значило да је крупно племство задобило сву власт у држави. На почетку су у корист племства и кредитора отуђена скоро сва краљевска имања (чак се 1500. године краљ одрекао права да после смрти закупаца врати те земље) тако да је краљ постао потпуно финансијски зависан од новца који је сабор одобравао за одређене потребе и контролисао начин трошења. Краљ је остао без сопствених прихода, могућности да образује сталну војску под својом контролом, а и контрола над чиновништвом је прешла у надлежност сабора.

У овом периоду, институције сталежа Краљевине кроз које се управља државом су:
- Сабор — има улогу законодавног органа (при чему је улога краља сведена на минимум), али у овом периоду сабор почиње да поставља и надзире чиновнике. Такође, поред доношења закона, сабор се бави верским питањима, бира владара и доноси одлуке о текућим питањима спољне и унутрашње политике (на пример, за време малолетства Владислава II Јагелонца, сабор је приморао његовог старатеља — пољског краља — да електорски глас Чешке да Хабзбурзима, приликом гласања за немачког цара). Сабор чине три сталежа од којих је најмоћнији крупно племство (друга два сталежа су витезови и градови).
- Врховни савет — слабљење краљевске власти се огледа и у томе што је овај орган од краљевског саветодавног тела постао нека врста управног одбора Сабора. У састав овог тела су улазили великодостојници (све припадници крупног племства), који су такође били и чланови Сабора, чије су интересе представљали. Велики савет је давао сагласност на краљевско постављање чиновника. Једном постављене великодостојнике (уз сагласност Великог савета) краљ није могао да смени без сагласности сабора.
- Врховни суд — тумачи законе и његове одлуке су биле коначне. Чланство Врховног суда је попуњавано из реда крупног племства путем препоруке Врховног савета или путем кооптације. Врховни суд је такође, у извесној мери, вршио функцију сталног саборског одбора који је мотрио на делатност краља.
- Чиновништво — врховни достојанственици су од представника краља надлежних за одређени део управе, постали земаљски чиновници које поставља краљ уз сагласност Врховног савета и које краљ није могао више да смени без сагласности сабора. Крупно племство је са витезовима 1497. године поделило сва важнија звања у држави при чему су великаши сачували звања врховног бург грофа прашког, великог мајстора чешког двора, великог канцелара и два бург грофа од Карлувог Тина (где су чуване краљевске инсигније и државна архива). Витезови су добили звање великог слуге, потканцелара и једног бург грофа од Карловог Тина. Градови су до 1517. године, по дозволи Краља, могли да именују управника финансија, а после те године тај положај припада витезовима. Такође, на челу сваког округа (на које је Чешка била издељена) су се налазила по два капетана, од којих је један биран из реда великаша. У Моравској су 1523. године такође подељена сва звања између великаша и витезова.

## Сталежи Чешког краљевства
У овом периоду су у управљању државом учествовали следећи сталежи Чешког краљевства:
- Крупно племство (велможе, магнати, великаши) — овај сталеж је имао највише моћи и (посебно од почетка владавине Јагелонаца) у суштини је владао Чешком. Магнати су се обогатили присвајањем прво црквених поседа, а онда и краљевских. Такође, приморали су градове да им предају монопол на производњу и продају пива (изузетно уносан монопол с обзиром на потрошњу тог производа од стране кметова). Они су представљали најутицанији део Сабора Чешког краљевства, који је у то време постао најважнија институција у земљи (изгласава законе, одобрава порезе). Ово је био најмалобројнији сталеж, у Чешкој га је чинило само 50-ак породица, од којих су само 12 биле најмоћније (у 17. веку тај број расте на 70-ак породица), а у Моравској је број оваквих породица био још мањи.
- Ситно племство (витезови) — имали су своје место у Сабору и бирали су један део великодостојника краљевства, другим речима, овај сталеж је изборио значајан део у управљању државом. Крупно племство је у току 15. века направило покушај да их лиши места у сабору, али је уз помоћ градова тај покушај осујећен. Касније су оба племићка сталежа покушала да градове лише политичког утицаја и аутономије, при чему су витезови за себе изборили и достојанство управника финансија, последње достојанство које је краљ могао самостално да именује (а обично је то место добијао делегат изабран од стране прашког већа).
- Градови — Чешка је једина земља у средњој Европи у којој су градови својом снагом изборили и сачували место у Сабору. Већ 1308. године, грађани Прага и Кутне Хоре (најбогатији град и најбогатији рудник у Чешкој) покушали су да изборе право учествовања у сабору. Вацлав IV је покушао да уведе грађанске представнике у врховни савет, али су тек због своје улоге у хуситским ратовима примљени у Сабор 1421. године. Уједињено племство је покушало крајем 15. века да им ускрати право учествовања у сабору, као и да им одузме аутономију и економска права одузимањем места управника финансија, као и ставом да се представници градова не морају консултовати приликом доношења закона. То је изазвало својеврстан рат између племства (које је краљ подржао) и градова, који је окончан тек 1517. године, тзв. Световацлавским споразумом. Тим споразумом су градови прихватили губитак места управника финансија, као што је прихваћено да Врховни суд има надлежност у неким питањима градске самоуправе и одрицање од монопола на производњу и продају пива. За узврат, градови су повратили своју градску самоуправу, право држања вашара, а градовима је гарантовано место у Сабору и да се неће доносити закони без сагласности градова. У овом периоду, услед хуситских ратова и економских промена, Кутна Хора (до тад други град краљевства) нагло је пропао.

Наведени привилеговани сталежи обухватали су мањину у укупном становништву Чешке. Већи део становништва су чинили:
- Сељаци — у другој половини 14. века, услед великог економског развоја, положај сељака се поправио. У многим окрузима Чешке сељаци су скоро потпуно успели да обавезу кулука замене за новчана давања, а успели су и да од својих господара откупе право да им у мање важним случајевима суде њихове судије. Такође, многа села су добила „немачка права“, тј. привилегију да се до извесне мере управљају према праву неког суседног града од стране људи које сами бирају међу собом. Врхунац овог развоја је настао када је један део феудалаца дао право својине сељацима на земљи коју су обрађивали, међу првима прашки архиепископ (али и други црквени и световни феудалци). Све ове привилегије сељаци су изгубили у току и после хуситских ратова. Изгубљена богатства племство је надокнадило повећаном експлоатацијом сељака. Јиржи Подјебрадски је морао да пристане на законе који су укинули право сељака да се селе без дозволе господара. Такође, углавном је укинута свака правна аутономија и самоуправа и поново је уведен кулук. Све време је поред сељака под влашћу феудалаца (кметова) постојао и слој сељака баштиника.

Сељаци баштиници су поседовали земљу коју су обрађивали, плаћали су јавне намете држави и десетак цркви, али нису имали обавезе према феудалцима, тј. били су лично слободни и поседовали су земљу. Овај слој сељаштва није уживао политичка права (као и сви сељаци). Почетком 17. века, било је чак 150.000 породица сељака баштиника.

## Први Хабзбурзи, краљеви Чешке 1526—1627.
После мохачке битке (у којој је погинуо владар Чешке и Угарске) на престо обе државе дошао је владар из хабзбуршке лозе. У овом периоду, Хабзбурзи су се често сукобљавали са сталежима и мада су доживели неке успехе, до битке на Белој гори, нису успели да значајније ослабе превласт сталежа установљену под јагелонским владарима. У погледу вере, Хабзбурзи су у току целог овог периода предузимали кораке да уједине утраквисте са католичком црквом, а у међувремену су предузимали мере да ојачају католицизам у самом краљевству као мере на јачању конзервативне струје у оквиру утраквистичке цркве. Протестанти и браћа су били или у немилости или су отворено прогањани све до 1607. године, када су „Писмом Величанства“ на кратко добили верске слободе. Такође, у погледу сталешких слобода, успели су да смање повластице градова 1543. године, као и да се наметну сабору краљевине као наследни кандидати на чешки престо.

## Тридесетогодишњи рат и Чешка 1627—1648.
Кршење верских слобода установљених „Писмом Величанства“ изазвало је прашку дефренестрацију (избацивање краљевских саветника кроз прозор прашке већнице), а то је представљао почетак побуне чешких сталежа против Хабзбурга. Сталежи Чешке су одмах прогласили свргавање Хабзбурга са чешког престола и изабрали новог краља. Такође, склопили су савез са сталежима Доње Аустрије, угарским сталежима, Ердељем и неким немачким кнежевинама (очекивана је и помоћ Енглеске која никад није дошла, као што ни немачке кнежевине нису упутиле велику помоћ). За разлику од чешких савезника, католичка лига је пружила делетворну помоћ Хабзбурзима, који су удружени прво сломили отпор аустријских сталежа, а онда у кратком походу нанели пораз Чесима код Беле горе (1621), после које је фалачки кнез (зимски краљ у Чешкој) срамно побегао ван земље. После битке на Белој гори, хабзбуршки краљеви су успоставили апсолутну владавину у Чешкој, а покушај да то исто ураде и у Немачкој изазвао је почетак Тридесетогодишњег рата. Све ово је имало катастрофалне последице по Чешку: 
- Верске и институционалне промене — Хабзбурзи су одмах погубили 27 највиђенијих покретача побуне, спојили су Универзитет Карлов са језуитском академијом (и поверили им комплетни образовни систем краљевине) и до 1624. године протерали све калвинистичке, лутеранске, као и свештенике браће. католичка религија је постала једина дозвољена, а сви припадници племићког сталежа су добили избор емиграције или прихватања католицизма. Тек је 1627. године озваничено ново стање, доношењем уредбе којом је чешка круна проглашена наследном у хабзбуршкој породици. Тим документом су одузета сва овлашћења Сабору Чешке, којем је једино дозвољено да аминује (прихвата без права на расправу) законе које донесу хабзбуршки владари. Сабор је такође изгубио сваку контролу над чиновништвом, локалном управом и судовима. Сталежима је једино остало право да владару предложе неку меру, али предлог није морао да се прихвати. Састав сабора је измењен додавањем црквеног сталежа, који је имао првенство.
- Социјалне и културне промене — огромна већина домаћег племства је протерана (од 936 великих поседа, 500 је променило власника). Уместо старог чешког племства Хабзбурзи су довели ново (пустолови и војници пореклом из целе Европе), које је добило огромне поседе или као награду за услуге или куповином. Услед ратних пустошења (Чешку је у току рата пљачкала хабзбуршка, ердељска, шведска, данска и саксонска војска), Чешка је претрпела огромна разарања. Становништво је пало на само једну трећину предратног, број сељака баштиника је пао са 150.000 породица на 30.000 породица, опљачкано је око 550 градова (Праг, Усти над Лабом, Либерец и Оломоуц су готово уништени, док су Брно, Плзењ и Бадвајз остали лојални Хабзбурзима, те су због тога награђени привилегијама), а огроман број људи (сељаци, занатлије, трговци, свештеници и племићи) је избегао због рата и верских прогона. Због уништења већег дела како чешког племства тако и чешког грађанства, употреба чешког језика је значајно опала. Двор је увео немачки као други службени језик, који је полако постајао доминантан језик двора, новог племства и новодосељених грађана. Даљи ударац чешкој култури је представљало уништавање већег дела чешких књига због њихове некатоличке природе (мада су се језуити трудили да уништену јеретичку литературу замене одговарајућим католичким делима преведеним на чешки).

На крају Тридесетогодишњег рата, Чешка је изгубила Лужицу, коју је припојила Саксонија. Сама Чешка је укључена у империјалну организацију Хабзбурга као наследно добро са уништеним градовима, економијом, културом и значајно мањим становништвом. Од тад па све до 20. века, Чешка као самостална држава више не постоји.